# 地理科学学会
地理科学学会（ちりかがくがっかい、英語：The Japanese Society for Geographical Sciences）とは、地理学および地理教育を研究し、その発展と普及を図ることを目的とした学会である。広島大学大学院文学研究科地理学教室に事務局を置いている。

## 概要
- 1961年設立。
- 事務局は広島大学大学院文学研究科地理学教室に設置されている。[1]
- 地理関連学会連合ならびに日本地球惑星科学連合に加盟している。

## 会員
会員は機関誌の配布を受け、学会が行うすべての事業に参加することができる。
- 一般会員
- 賛助会員：法人・団体または特定の個人が該当。
- 名誉会員：一般会員の内、学会の発展に功績があった者。名誉会員選挙委員会により推薦され、総会において承認されることが条件となる。

## 役員
- 会長：1名。学会を代表し、一切の会務を統轄する。
- 評議員：30名。学会の発展に関する助言を行う。
- 会計監査：2名。会計を監査し、総会に報告する。
- 合同委員会委員長：1名。合同委員会を招集し、会務の遂行を調整する。
- 専門委員長（庶務・編集・会計・集会）：各1名。各専門委員会を主宰し、担当部門に関わる会務を行う。
- 専門委員：若干名。専門委員長の補助を行う。

## 活動内容

### 学会誌発行
学会誌『地理科学』を季刊で発行している。1961年に創刊し、第4号までは年に1号の刊行、第5号からは年に2号の刊行となった。第37巻（1982年1月）からは巻号形式に変更するとともに発行頻度を年3回に増やした。第43巻（1988年）からは年4回発行となったが、これは1984年から秋季大会で開始されたシンポジウムの報告要旨の掲載が増えたためである。
第49巻（1994年）までの投稿論文数は、論文数の多い順に地形学、都市地理学、農業地理学、歴史地理学、地理教育、気候学となっており、日本の地理学の他の学術雑誌との比較特徴として、森川洋は地理教育の論文の多さを指摘していた。日本国外の地域に関する研究では、広島大学の南アジア研究の影響で南アジアに関する論文が多い。

### 大会・例会等の開催
- 学術大会を春季（一般研究発表）と秋季（シンポジウム）の年2回開催している。[7]
- 不定期で例会や講演会を開催している。

### ワーキンググループの支援
会員は学会の目的に沿ったワーキンググループを結成し、任意に参加することができる。ワーキンググループには学会から活動費の補助がある。
- 地理教育ESD研究グループ（地理教育懇話会）（-2011年度）
- 観光地理学研究グループ（-2008年度、2013年度-）